# West Kowloon

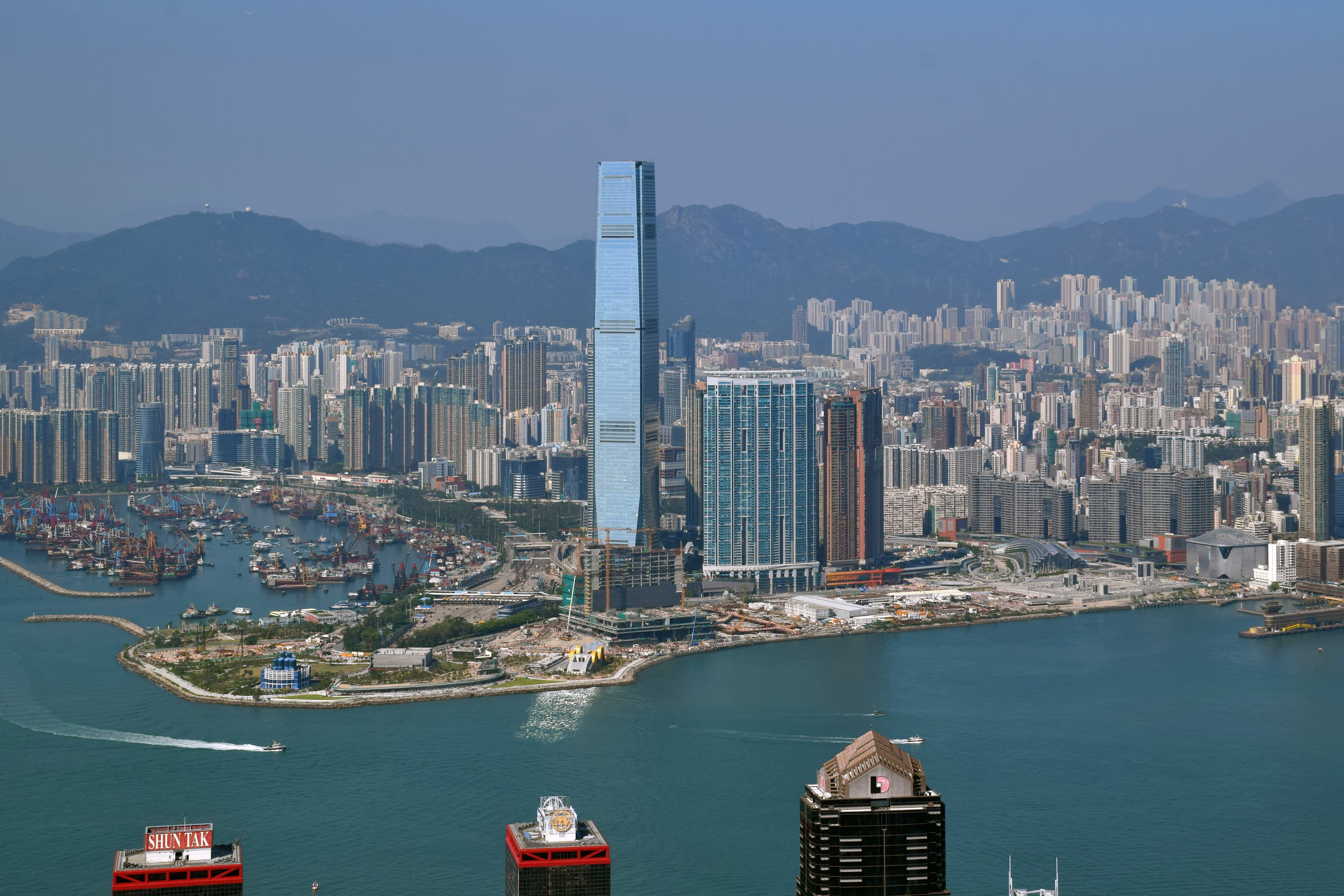
Imagen del Distrito Cultural de West Kowloon.

West Kowloon (en chino tradicional, 西九龍) es una de las localidades que conforman el distrito de Kowloon, en  Hong Kong,  China. Situado dentro del distrito de Yau Tsim Mong. Está delimitada por Canton Road hacia el este, Victoria Harbour hacia el oeste y el sur, y Jordan Road hacia el norte. Más al norte, el área se extiende hasta Tai Kok Tsui al oeste de la autopista West Kowloon. Las estaciones de West Kowloon, Nam Cheong, Olympic, Austin y Kowloon están dentro del área.
Es principalmente un tramo de tierra ganada, que posteriormente se desarrolló a finales del siglo XX. Se ha dividido en zonas para el desarrollo mixto comercial, residencial y de ocio, y casi se duplicó en tamaño con un gran esquema de recuperación como parte del Programa Central del Aeropuerto.